# Belsunce

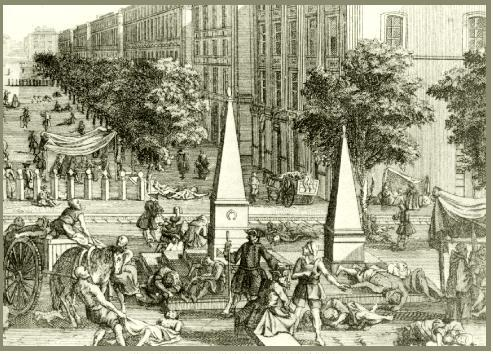
Der Cours Belsunce während der Pestwelle 1720

Belsunce ist ein Viertel (frz.: Quartier) der südfranzösischen Stadt Marseille im Département Bouches-du-Rhône. Belsunce gehört zum 1. Arrondissement (Stadtbezirk). In der Nähe befindet sich die bekannte Einkaufsstraße Canebière.
Seinen Namen verdankt das Viertel Henri François-Xavier de Belsunce-Castelmoron, einem Erzbischof von Marseille. Dieser setzte sich während der Pestwelle 1720 für die Kranken ein.
Die Canebière bildet die südliche Grenze des Viertels, der Cours Belsunce begrenzt Belsunce im Westen. Im Osten bilden der Boulevard d’Athènes und der Boulevard Dugommier die Grenze, im Norden der Boulevard Charles Nédelec.
Ab den 1930er Jahren entwickelte sich die Rue des Chapeliers zum Zentrum des muslimischen Lebens, in dem auch zahlreiche aus Algerien stammende Juden einkauften und am kulturellen Leben teilnahmen. Heute zählt Belsunce zu den sozial schwächeren Vierteln der Stadt, ein Großteil der Bewohner sind Einwanderer aus dem Maghreb. Über das Leben im Viertel schrieb der Rapper Bouga das Lied Belsunce Breakdown. 2006 lebten 9.824 Menschen in Belsunce.